# Vierfleck-Höhlenschlupfwespe

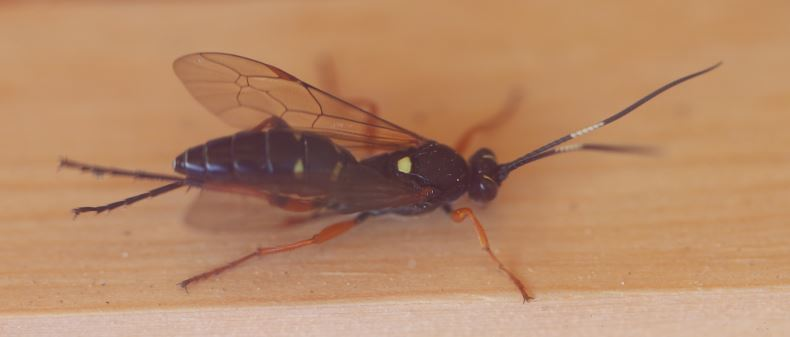
Diphyus quadripunctorius, Weibchen – Flügeladerung gut erkennbar

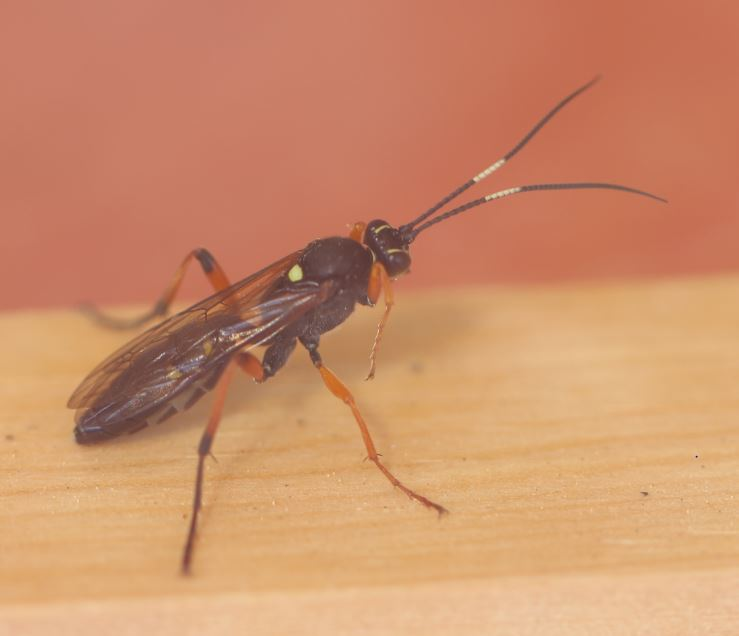
Diphyus quadripunctorius, Weibchen

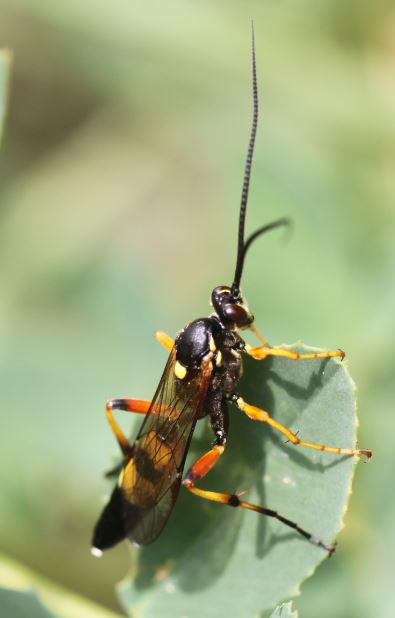
Diphyus quadripunctorius, Männchen

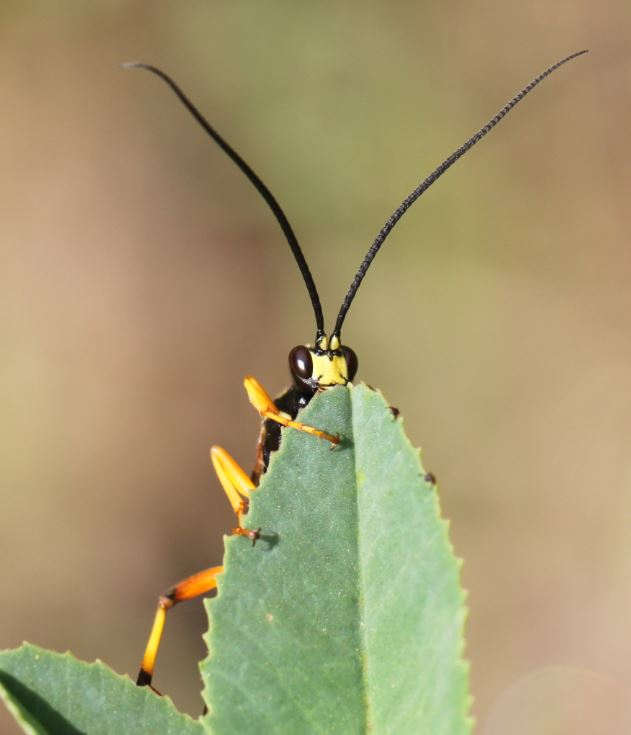
Diphyus quadripunctorius, Männchen

Die Vierfleck-Höhlenschlupfwespe (Diphyus quadripunctorius) ist eine Schlupfwespe aus der Unterfamilie der Ichneumoninae. 

## Merkmale
Die Vierfleck-Höhlenschlupfwespen erreichen eine Körperlänge von 13 bis 15 mm. Sie besitzen eine schwarze Grundfärbung. Die Fühler der Weibchen sind mit Ausnahme eines weißen Bandes, das sich nicht ganz auf halber Länge befindet, schwarz. Die Fühler der Männchen sind vollständig schwarz. Die Männchen besitzen ein gelbes Frons. Das Schildchen (Scutellum) ist bei beiden Geschlechtern gelb. Auf dem ansonsten schwarzen Hinterleib befinden sich beim Weibchen vier gelbe Flecken. Das Männchen dagegen besitzt auf der Hinterleibsoberseite zwei gelbe breite Bänder. Die beiden vorderen Beinpaare sind bei beiden Geschlechtern gelb. Die Femora des hinteren Beinpaares sind beim Weibchen gelb, beim Männchen orange. Die hinteren Beine beider Geschlechter weisen am apikalen Ende der Femora sowie am apikalen Ende der Tibia jeweils einen schwarzen Ring auf. Die Tarsen des hinteren Beinpaares sind dunkel bis schwarz gefärbt. Die Weibchen verfügen über keinen langen Legestachel. Die Färbung der Schlupfwespenart dient der Mimikry von Stechimmen zum Schutz vor möglichen Fressfeinden.

## Vorkommen und Lebensraum
Die Vierfleck-Höhlenschlupfwespe ist in der westlichen Paläarktis (weite Teile Europas, Nordafrika) und in der Orientalis (Naher Osten) verbreitet. Die Art kommt auch auf den Britischen Inseln und in Süd-Skandinavien vor. In Deutschland ist die Art aus allen Höhlengebieten bekannt. Die Insekten findet man häufig an Waldrändern, Lichtungen und Hecken.

## Lebensweise
Die adulten Schlupfwespen fliegen gewöhnlich von März bis August. 
Man findet sie häufig an den Blüten von Wiesen-Bärenklau (Heracleum sphondylium), wo sie Pflanzennektar aufnehmen. 
Nach der Paarung im Sommer sterben die Männchen, während sich die befruchteten Weibchen zum Überwintern in Gruppen von bis zu 100 Tieren zusammenfinden und frostfreie Höhlen, Stollen, Felsspalten und Baumhöhlen aufsuchen. Die Weibchen verlassen im Frühjahr ihre Winterschlafplätze und legen ihre Eier in Schmetterlingsraupen ab. 
Zu den Wirten gehören neben weiteren folgende Arten:
- Agrotis ipsilon – Ypsiloneule
- Erannis defoliaria – Großer Frostspanner
- Eupithecia satyrata
- Graphiphora augur
- Mamestra brassicae – Kohleule
- Noctua comes – Breitflügelige Bandeule
- Noctua pronuba – Hausmutter
- Operophtera brumata – Kleiner Frostspanner
- Scotopteryx chenopodiata – Braunbinden-Wellenstriemenspanner
- Tortrix viridana – Eichenwickler
- Yponomeuta padella – Pflaumen-Gespinstmotte

Es wird pro Schmetterlingsraupe ein Ei abgelegt. Die Larven der Vierfleck-Höhlenschlupfwespe schlüpfen erst nach der Verpuppung der Raupe und fressen ihren Wirt im Kokon auf. Der Parasit verlässt die Schmetterlingspuppe als ausgewachsene Schlupfwespe.  
Die Vierfleck-Höhlenschlupfwespe wurde vom Verband der deutschen Höhlen- und Karstforscher e. V. zum „Höhlentier 2017“ gekürt.

## Ähnliche Arten
- Amblyteles armatorius – Das Männchen sieht dem Männchen der Vierfleck-Höhlenschlupfwespe ähnlich. Hauptunterscheidungsmerkmal sind die Höcker am Propodeum von Amblyteles armatorius.[3] Des Weiteren besitzt Amblyteles armatorius eine abweichende Beinfärbung.
- Diphyus luctatorius – Das Männchen besitzt im Gegensatz zu Diphyus quadripunctorius drei gelbe Hinterleibsbänder.